# Strangalia melanostoma
Strangalia melanostoma är en skalbaggsart som först beskrevs av Bates 1870.  Strangalia melanostoma ingår i släktet Strangalia och familjen långhorningar. Inga underarter finns listade i Catalogue of Life.